# 화수동
화수동(花水洞)은 인천광역시 동구에 위치한 법정동이다. 1977년 5월 10일 인천시 조례 제1075호로 화수2동으로 개칭하였다. 화수부두를 인접하고 있으며 대기업들이 임해공업지대를 형성하고 있다. 1980년대 들어, 연안부두 생성으로 인구감소와 지역경제가 침체되고, 1990년대 들어서 미륭, 동부아파트등 대단위 아파트 단지 조성과 주거환경 개선사업으로 인구 증가했다.

## 역사
화수2동은 1934년 인천부 화도동으로 불리다가 인천부 신화수리로 개칭되었으며, 1946년 해방과 더불어 동명 개칭으로 화수동으로 개칭되었고, 1951년 화수동이 화수1·2·3동, 송현4동으로 개칭된 후 1977년 5월 10일 화수2동으로 동명이 현재에 이르고 있다. 화수2동은 해안에 접하여 오랜 역사의 화수부두를 끼고 있으며, 대부분 지역이 미륭, 동부, 삼두아파트등 대단위 아파트 단지가 조성되고 주거환경 개선사업으로 낙후된 지역이 개발되어 인구도 증가 추세이다.

## 교육
- 송현초등학교
- 화도진중학교

## 문화
- 화도진공원
- 화도진지 - 인천광역시 기념물 제2호

## 아파트
| 단지명        | 건설사     | 시행사       | 주소 | 입주        | 비고 |
| ------------- | ---------- | ------------ | ---- | ----------- | ---- |
| 화도진 그린빌 | ㈜삼호건설 | 대한주택공사 |      | 2001년 10월 |      |

## 같이 보기
- 화수1화평동 - 화수1동과 화평동을 같이 관할하는 행정동